# Pinguin-Effekt
Der Pinguin-Effekt ist ein Netzwerkeffekt aus der Netzwerktheorie. Er beschreibt, dass frühe Nutzer aus einem Netzwerk oder Standard nur einen geringen Nutzen ziehen, weil noch nicht genügend andere Nutzer daran beteiligt sind. In der Folge kommt es zu einer abwartenden Haltung unter den potenziellen Nutzern (vergleiche Mitläufereffekt) und der Standard oder das Netzwerk kann in der Folge scheitern.
Pinguin-Effekt leitet sich aus dem Verhalten von hungrigen Pinguinen ab, die in kleinen Gruppen am Rande des freien Wassers auf festem Grund verharren, anstatt ins Wasser zu springen und nach Nahrung zu suchen, weil im Wasser potenzielle Fressfeinde lauern könnten. Der einzelne Pinguin weiß nicht, ob sich tatsächlich Feinde im Wasser befinden. Sobald jedoch der erste den Sprung ins Wasser gewagt hat, können die noch abwartenden Vögel die Gefahr besser abschätzen (und gegebenenfalls selbst ins Wasser springen), womit der Auslöser für den Pinguin-Effekt gegeben ist.
Beispiele für den Pinguin-Effekt findet man unter anderem bei Software oder Aktien.